# 克納馬里山
14°12′22″S 70°18′59″W / 14.20611°S 70.31639°W
克納馬里山（Quenamari），是秘魯的山峰，位於該國東南部普諾大區，由安陶塔區和阿霍亞尼區負責管轄，屬於卡利亞瓦亞山脈的一部分，海拔高度5,294米。